# Temps de narration
 (avril 2014).
Si vous disposez d'ouvrages ou d'articles de référence ou si vous connaissez des sites web de qualité traitant du thème abordé ici, merci de compléter l'article en donnant les références utiles à sa vérifiabilité et en les liant à la section « Notes et références ».
Le temps de narration est le temps principal d’un récit en français : passé simple, passé composé ou présent. Il est employé pour les évènements considérés comme principaux, qui constituent la trame de l’histoire  ils se sont réellement produits. Le point de référence temporelle se déplace d’évènement principal en évènement principal au fur et à mesure de la narration, c’est pourquoi autres évènements et situations, qui constituent le « décor », sont indiqués chacun dans un temps qui met en évidence leur relation temporelle (simultanéité-antériorité-postériorité) avec l’évènement principal les précédant (plus rarement : les suivant) immédiatement.

## Temps du récit
La plupart des récits ont comme temps de narration le passé simple (seulement à l’écrit) ou le passé composé (écrit et oral) ; le passé antérieur, variante du passé simple, peut notamment apparaître dans des subordonnées temporelles. Certains récits ont comme temps de narration le présent. Si le temps de narration est un temps du passé, les temps du décor sont l’imparfait, le plus-que-parfait et le conditionnel[réf. nécessaire] (généralement présent, plus rarement passé). S’il s’agit du présent, les temps du décor sont le présent, l'imparfait, le passé composé et le futur, éventuellement le futur antérieur.
D'autres formes verbales ou associations temporelles qui n’appartiennent ni aux évènements principaux ni au décor peuvent intervenir sporadiquement :
le subjonctif, obligatoire dans certaines subordonnées
les phrases d’hypothèses (si..)
les dialogues, citations et incises
Les événements indiqués au temps de narration sont considérés comme achevés, accomplis, même lorsque le temps est le présent, qui n’est pas traditionnellement décrit comme un temps marqué aspectuellement, au contraire du passé simple et du passé composé considérés comme d’aspect accompli. En ce qui concerne les temps du décor, l’imparfait indique une action ou un état en cours au moment où se déroule l’événement principal (Il ouvrit la porte. Il pleuvait dru, alors il décida de renoncer à sa promenade.), le plus-que-parfait un événement achevé avant que commence l’événement principal (Il sortit. Il avait plu, le ciel était bleu mais le sol était encore mouillé.), le conditionnel un événement à venir (Il regarda par la fenêtre. Le ciel était noir, il pleuvrait certainement toute la matinée.).

## Exemples

### Passé simple
Songeur, le chien rentra dans sa niche. Après avoir croisé précautionneusement ses pattes avant, il posa délicatement son menton dessus et se trouva bientôt plongé dans un abîme de réflexions. Il n’avait pas aperçu le chat de toute la matinée. Au début, ça ne l’avait pas gêné outre mesure, il se sentait même exceptionnellement guilleret, mais insensiblement un malaise l’avait gagné. Il essaya de se rappeler si une absence aussi prolongée s’était déjà produite. Autour de la niche, les feuilles bruissaient, mais rien ne signalait à son oreille fine la démarche d’un félin domestique. Il faudrait voir en fin d’après-midi, quand le contenu de sa gamelle serait changé. Arrivé à ce point de ses réflexions, il s’endormit.

### Passé composé
Songeur, le chien est rentré dans sa niche. Après avoir croisé précautionneusement ses pattes avant, il a posé délicatement son menton dessus et s’est bientôt trouvé plongé dans un abîme de réflexions. Il n’avait pas aperçu le chat de toute la matinée. Au début, ça ne l’avait pas gêné outre mesure, il se sentait même exceptionnellement guilleret, mais insensiblement un malaise l’avait gagné. Il a essayé de se rappeler si une absence aussi prolongée s’était déjà produite. Autour de la niche, les feuilles bruissaient, mais rien ne signalait à son oreille fine la démarche d’un félin domestique. Il faudrait voir en fin d’après-midi, quand le contenu de sa gamelle serait changé. Arrivé à ce point de ses réflexions, il s’est endormi.

### Présent
Songeur, le chien rentre dans sa niche. Après avoir croisé précautionneusement ses pattes avant, il pose délicatement son menton dessus et se trouve bientôt plongé dans un abîme de réflexions. Il n’a pas aperçu le chat de toute la matinée. Au début, ça ne l’a pas gêné outre mesure, il se sentait même exceptionnellement guilleret, mais insensiblement un malaise l’a gagné. Il essaie de se rappeler si une absence aussi prolongée s’est déjà produite. Autour de la niche, les feuilles bruissent mais rien ne signale à son oreille fine la démarche d’un félin domestique. Il faudra voir en fin d’après-midi, quand le contenu de sa gamelle sera changé. Arrivé à ce point de ses réflexions, il s’endort.